# イルチブレインヨガ
イルチブレインヨガ（ILCHI Brain Yoga）は、1985年に李承憲(イ・スンホン、通称イルチ・リー Ilchi Lee)が韓国で創始した心身トレーニングメソッドである。「脳教育」とも呼ばれる。初期はダン（丹、Dahn）、ダンハク（丹学、Dahn Hak）、のちにダンヨガ（Dahn Yoga）と名乗っていたが、2015年後半にアメリカではBody & BrainまたはBody＆Brain Yogaに、日本ではイルチブレインヨガに改名している。株式会社ダンワールド（丹ワールド、旧 丹学仙院）と下部組織、関連組織がレッスンの実施・教員の育成等を行う。イルチブレインヨガは、ダンワールドの子会社のダンワールドジャパンが脳教育の普及のために設けた教室も指す。　本国韓国での丹ワールドは、1980年代以降の韓国のニューエイジ・新霊性運動における丹田呼吸普及団体の一つとして知られ、健康や癒しを扱う株式会社として組織される。制度化された「宗教」を否定し、「霊性(スピリチュアリティ)」を強調している。アメリカをはじめ世界各地に約200ヶ所の支部を設立し、エルサルバドル等に脳教育の普及を行い表彰される などの国際的な活動を行う一方で、本国韓国内においては、2004年には「国学院」と称する研究機関を開設して檀君を韓民族の祖先として崇拝する檀君民族主義を宣揚するなど、ナショナリズムを推進する運動を展開し、海外におけるグローバリズムと韓国内におけるナショナリズムという相反する要素を共存させている。
道教の仙道、タオ思想の流れを組む朝鮮古代の心身修練法「ダンハク (丹学) 」に由来し、脳科学を組み合わせたものと説明している。丹学(内丹・仙道)の導引（気功）法、呼吸法、瞑想法などが行われる。李は悟りの大衆化 を提唱し、ヨガの名を用いているが、インドなど南アジアのヨーガの伝統とは関係がない。
コンサルティング会社BR Consultingが知的財産権を所有している。

## 概要

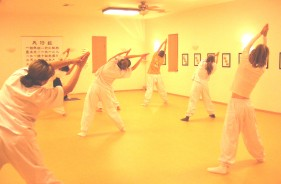
Body & Brainセンターでダンヨガを練習する人々(2009年)

道教の仙道、タオ思想、内丹術の流れを組む朝鮮の古代の修練「丹学(ダンハク)」に由来し、心と体の健康を高めることを目的とするとされる。丹学（Dahn Hak）の「丹」は「原始の生命エネルギー」を意味し、「学」は「理論や哲学を学ぶ」という意味があるという。「東洋の伝統的なトレーニングと最新脳科学を統合した初めての脳ヒーリングヨガ」と説明している。陰陽五行と、李承憲が開発した「脳教育」の「BOS（ブレイン・オペレーティング・システム）5段階」に基づくとされる。支持者は「脳教育」は脳の潜在能力を目覚めさせ活性化させると考えている。
自分の脳を支配下に置き、主（あるじ）として脳を100％活用することを目指す。導引体操で経絡の気の流れをよくし、下丹田に気を集めて精(肉体）・気（エネルギー体、エネルギーボディ）・神（情報体、霊体、スピリチュアルボディ）を養い、体・心・脳を活性化させると健康になり（心と脳は分けて考えられている）、各個人が自己の中の道と出会い創造的に生きる方法であるとしている。
オーラの実在を信じ、イルチブレインヨガのトレーニングの実施でオーラの状態が改善するとしている。スタジオでは「オーラ写真」の撮影も行われている。
李承憲は1950年に韓国の天安市に生まれ、病院で臨床病理士として勤務した。1980年30代の時に韓国の母岳山で21日間断食と瞑想を行い、長く失われていたダンのプラクティスを再発見したと述べている。修練やスピリチュアル体験をもとに、脳教育プログラム「丹学」を開発したという。1本の指または一つの道を意味する「イルチ」と名乗るようになり、1985年に株式会社丹ワールド（ダンワールド）の前身である丹学仙院を設立。韓国では、1980年代以降の経済発展の中で個人主義的消費文化が生まれ、欧米や日本でニューエイジ・新霊性運動と呼ばれる運動が流行したが、立命館大学教授の佐々充昭によると、丹学仙院や国仙道などの丹田呼吸普及団体もその一部であった。韓国での丹学仙院は、檀君神話に登場する朝鮮民族の祖とされる檀君を奉じ（檀君は、天上の最高神である天帝の子、桓雄が人間になった熊との間に儲けた子とされ、紀元前2333年に即位し朝鮮を建国したと伝えられている）、 1980年代から本国韓国で檀君宣揚運動を行った。
ソウルのダウンタウンに最初のセンターを作り、法人顧客を開拓し、韓国全土に展開した。ダンのプログラムは360以上の瞑想と脳の強化技術を取り入れたとされており、様々なプログラムやワークショップに体系化され、5段階にまとめられた。この心身訓練システムが今日の「脳教育」で、脳の最適な利用法を教えるものとされる。
1991年にアメリカに進出し、ペンシルベニア州フィラデルフィアに最初の店舗をオープンした。1993年にダンのメンバーの一人が精神病性エピソードで妻を絞殺して逮捕されてから、アメリカでの展開は難航した。1996年にニューエイジャーに人気のセドナに拠点を移し、ヨガブームに乗ってダンにヨガと付け加えて「ダンヨガ」とした。ダンヨガは南アジアの行法と関係がないため、ヨガとは言えないという批判もある。国際的な展開の中で、「丹田呼吸」は「脳呼吸（Brain Respiration）」、「気」は「生命エネルギー（Life Energy）」や「ボルテックス・エナジー（Vortex Energy）」というように、東アジアの伝統的な「気」概念が欧米のニューエイジ用語によって言い換えられ、変容され脱構築と再創造が試みられている。
2002年に本国で社名を丹学仙院から丹ワールド（ダンワールド）に変更、2004年には「国学院 (韓国)」 という研究機関を開設し、本国韓国において檀君に基づく朝鮮民族精神の普及を行った。
日本には1997年に進出、2006年からフランチャイズ展開し、ダンヨガや「子ども脳教育」の教室を展開した。2017年時点のダンワールドジャパンの代表取締役は周載玄、25都道府県に100か所のスタジオがある。日本の教室では、レッスンだけでなく、「国家、人種を超えた共存と調和の精神文明を創造する地球平和の守護者」であるインストラクター養成コース、「社会や地球を癒すヒーラーとしての意識と技術」を育成するヒーラー養成コースも開講されている。日本には、特定非営利活動法人IBREA JAPAN（NPO法人日本脳教育協会）、一般社団法人ECO(地球市民学校)などの関連団体がある。
ダンことイルチブレインヨガは、2009年時点で9つの国に1221のセンターがあり、190万人が学んだと主張している。同社と関連会社は2009年時点で5053人を雇用し、アメリカで22のフランチャイズがある。カナダ、ドイツ、日本、韓国、ロシア、英国、香港の7カ国にもスタジオがあり、2015年にニュージーランドに新しく新しいリトリートセンターがオープンした。
会社の収益の情報は不十分であるが、韓国の週刊誌によると、ダンワールドの2003年の世界売り上げは1700億ウォン（2009年時点での1億3300万ドル）で、韓国の自動車メーカーの利益率を大きく上回り、フォーブスは2009年のアメリカでの利益は3400万ドルと見積もっている。
李承憲は活動を通じて36冊の本を出版し、国際脳教育協会（the International Brain Education Association）、韓国脳科学研究所（the Korean Institute of Brain Science）、国際脳教育総合大学院大学校（the University of Brain Education、「平和学」部門がある）、平和のための脳教育（Brain Education for Peace）を設立し、脳の研究と訓練を促進し、Brain Education System Traning（BEST）、「脳教育のBOS5段階」を開発した また、脳は「思考を現実に変える変換装置」であり、「意志の力があれば、望むものを引き寄せられる」として「引き寄せの法則」に賛同し推奨している。
李承憲はすでにダンワールドに関与しておらず、ダンヨガの知的財産権を所有するコンサルティング会社BR Consultingが経営しているとされるが、実体はいまだに李承憲の統率下にあるという反論もある。
人間の心身や脳波について独自の理論を展開しており、科学者からはイルチブレインヨガの理論は科学ではないという批判もある 一方で、李は韓国脳科学研究所(KBRI)を設立し、ソウル国立大学病院やロンドン大学ゴールドスミス・カレッジ心理学科と協力して科学的効果の検証を続けている。勧誘の方法や金額に関してトラブルもあり、過酷なプラクティス中の死亡事故もあり、カルト、霊感商法、マインドコントロールの技術を使っているなどの批判、フォーブスやCNNによる批判的な報道もあった。これに対してダンワールドの広報は、30年間人々が幸福になる手助けをしてきたと反論している。論争があるにもかかわらず、2010年時点でビジネスとしてはかなり成功している。
教育の場にも進出しており、マサチューセッツ工科大学、オレゴン大学などの全米の大学に数十のBody＆Brainのクラブがある。スポークスマンによると、2009年時点でアメリカの300の公立校に導入されており、2011年よりエルサルバドルの公立校に導入、コスタリカなどへも教育の場を広げている。

## トレーニング法
李承憲は、「悟り」を一般大衆化するために多様な訓練法を編み出したとされる。

### 脳教育
商品名「脳教育」、または「ILCHI脳教育」、「BEST（Brain Education Systems Training）」、「BEST5（Brain Education System Traning5）」、「脳教育のBOS５段階（Brain Operating System）」は、李承憲が開発し推奨した一連のトレーニングのことで、「脳呼吸」と脳教育プログラム「丹学」に続くものである。「脳呼吸」とは、伝統的な「丹田呼吸」を現代風に言い換えたものである。究極的には、朝鮮の古い道徳観念にある弘益人間の育成を目指す。「脳の潜在能力を最大限活用する教育法」で、集中力の向上、創造力の拡大、共感の増大および弘益的な精神をもたらすとされる。Body & Brainのウェブサイトによると、李承憲は「心と体の自然治癒のリズムを活性化させるための」エクササイズ、呼吸法、ストレッチのシステムを開発した。「脳教育」は、「脳を目覚めさせる」「脳を柔軟にする」「脳を浄化する」「脳を統合する」「脳の主になる」という5段階からなる。
1段階（脳を目覚めさせる）：イルチブレインヨガ一般クラス（脳波振動、へそヒーリング、皿まわし、腸運動など）、ILCHI 開穴トレーニング 。脳波振動については後述する。
2段階（脳を柔軟にする）：律呂道（丹無道）、 ILCHIイ天化心性（真我発見プログラム）、 Tao
ILCHIイ天化心性（真我発見プログラム）:「イ天化（チョンファ）」(真我）とは、人間の意識が完成した状態を示す言葉であるとされる。また、弘益人間を目的に生きることとされる。このプログラムは「４番チャクラトレーニング」とも呼ばれる。潜在能力を生かし、思い通りの人生を実現する事が目的であるとされる。大脳皮質・大脳辺縁系・脳幹に働きかけてマイナスの感情・情報を「浄化」することで過去から開放され、今の自分を受け入れ愛することができるようになり、健康で平和で幸せな人生の主体になることができる、とされている。体験型プログラムとされているが、会員向けプログラムで詳細は不明。
3段階（脳を浄化する）：パワー・ブレイン・メソッド、ヒーリング・チャクラ、ILCHI ｲ天化瞑想
4段階：（脳を統合する）：マスターヒーラースクール
5段階（脳の主になる）：１～４のステップを使用する
脳教育の三大原理「水昇火降」「心気血精」「精充気壮神明」については脳教育の基本原理を参照。
イギリスのベン・ゴールドエイカー博士は、2004年にガーディアンの彼のコラム「Bad Science」で、李承憲の脳教育は疑似科学であると酷評した。

### 脳波振動 (ネッパジンドン)
脳波振動(ネッパジンドン: Brain Wave Vibration) は、心と身体の健康を増進するテクニックとして、創立者の李承憲  (イ・スンホン)により考案され、イルチブレインヨガスタジオのエクササイズの中心として行われている。李承憲によると、脳波は一種の振動であり、人の健康と人生観に大きな影響を及ぼすという。2010年1月アメリカでのダンヨガをめぐる論争と訴訟に関するCNN3部作の中で、神経外科医のサンジェイ・グプタ博士は、「脳波振動が血圧を下げ、弱視を改善し、多発性硬化症の症状を軽減さえしている」という証言について意見を求められた。グプタは、 脳や他の身体の部位を振動させることによって脳の一部をOn/Offするという概念は科学に基づいたものではなく、そのような話は経験的に立証できるものではない」と番組の中で述べた。

### 検証
脳波振動(Brain Wave Vibration)の（理論についてではなく）身心に与える影響が、いくつか検証されている。2010年７月にソウル大学校(Seoul National University)のYe-Ha Jungの対照実験（ダンヨガの瞑想を日常的に行っている67人と57人の健康な人の比較）で、ストレスレベルが下がる可能性が示された。
2012年の、ロンドン大学ゴールドスミス・カレッジ心理学科のDeborah Bowdenと韓国脳科学研究所(KIBS)による、脳波振動とアイアンガーヨガ、マインドフルネス瞑想との比較調査で、アイアンガーヨガ・マインドフルネス瞑想と同様にストレスと気づき(mindfulness)を改善し、比較して抑うつ・入眠潜時に好影響を与える可能性が示された。
その後も科学的検証は続けられ、同年BWVによる内面的注意に関与する脳領域の機能的変化、ストレス耐性の向上を示す血漿カテコールアミンの変化、BWVによる脳の灰白質、白質の構造的変化、長期的BWV瞑想実践者における灰白質と白質の構造的違い、睡眠時間/効率・健康・幸福感・エネルギー状態への効果、鎮静関連因子である血漿NOの増加 などの報告を続けている。

## 概念

### 丹田（チャクラ）
イルチブレインヨガは丹田を鍛えることを目指し、体のチカラと直結する丹田を鍛えることで、体だけでなく、心も、そして考え方も強く明るくなってゆくとしている。インドの用語も取り入れられており、中国思想の丹田はサンスクリット語でチャクラであるとし、下丹田と第2チャクラを同じものと考える。丹田＝チャクラは「エネルギーが集まり、回転する場所」であり、「気血エネルギー」「宇宙エネルギー」「クンダリニ」の循環経路であるとする。
チャクラは7つあると考え、それぞれ異なる臓器・神経系とつながり、感情を主管すると考える。7つのうち2番・4番・6番のチャクラを重視する。まず第2チャクラを「開発」し、これがなされると第4チャクラ（壇中、中丹田）、第6チャクラ（印堂、上丹田）が開発され、これによってすべてのチャクラが活性化されるとしている。第2チャクラ開発に重要なのは「腸運動」であると述べている。

### 脳教育の基本原理

#### 水昇火降
「太陽の熱が下に降りると、海水が水蒸気となって上にあげる」という自然エネルギーとしている。これを人体にあてはめ、腎臓の水のエネルギーが上昇し、心臓の火のエネルギーが下降するという循環が活発であると健康になるとする。

#### 心気血精（引き寄せの法則）
心が集中したところに気』（エネルギー）が集まり、気が向かうところに血が流れこみ、精（力・現実）になるというもの。自らの思考が現実を決めるとし、「引き寄せの法則」と同一視される。脳は「思考を現実に変える変換装置」であり、「意志の力があれば、望むものを引き寄せられる」と主張されている。 なお、思考が生活における強力な決定要因であるという考えは李承憲のオリジナルとは言えない。書籍『ザ・シークレット』など広くみられ、現代ではポジティブシンキングは根強い人気がある。
生命電子を呼び覚ます「生命電子瞑想」の実践で、「過去の苦い記憶や古い習慣」が取り除かれ、脳が本来の力を発揮でき、夢をかなえることができるようになるとしている。
引き寄せの法則をテーマに、セドナで生命電子瞑想のセミナーに参加した老若男女９人のドキュメンタリー映画「CHANGE ライフパーティクルの力」を作成、スタジオなどで上演している。「引き寄せの法則」について、脳科学の観点から真相に迫る映画であると述べている。 総指揮・李承憲、『神との対話』のニール・ドナルド・ウォルシュ、医学博士のスチュワート・ハメロフも出演している。

#### 精充気壮神明
人間は精(肉体）・気（エネルギー体、エネルギーボディ）・神（情報体、霊体、スピリチュアルボディ）から成るとしており、精充気壮神明とは、精が充満になると気が壮んになり神が澄んで清くなる（肉体が健康になるとエネルギー体が元気になり、霊体の状態が良くなる）という意味である。「下丹田、中丹田、上丹田のエネルギーの完成した過程」を表す原理で、「体と心、意識の進化過程」を含むとされる。「精充」とは下丹田（第2チャクラ）が開発・完成され、肉体的な健康の問題が解決される状態のこと。「気壮」とは、中丹田（第4チャクラ）が開発・完成され心が開いていく状態で、4番チャクラが開くと精・気・神のバランスが取れ、自分の内面に眠っている本当の自分「真我」を見出し、自分の思う通りの人生を描くことができるようになるとしている。「神明」は、上丹田（第６チャクラ）が開発・完成され、智慧が湧き真理を悟るという意味とされている。 

### 気（生命電子、ライフパーティクル）
気を欧米のニューエイジ用語で言い換え、「生命電子」（ライフパーティクル）と呼んでいる。宇宙の万物を構成する最小単位の粒子であり、生命の最小単位で、すべての細胞を作り出している電子であるとしている。生命電子はあらゆる生命を癒す力があるという。

### 弘益人間
脳教育の究極的な目的は、国際脳教育協会によると「平和と共存を人間が追求するべき最高の徳目として実践する人」である「弘益人間」（ホンイクニンゲン）の養成である。東京韓国学校校長の金得永によると、「弘益人間は天地人合一の精神で、人間の世界の幸せと平和を志向する理想主義的な理念である。」としている。この理念はハンミンゾク（朝鮮民族）固有の精神文化的資産であり大韓民国の教育理念であり、国連世界人権宣言に明示された教育理念とも相通じるとダンワールドはしている。「弘益人間」「弘益人間理化世界」とは、檀君朝鮮（檀君が建国したと伝えられる国）の建国理念とされ、韓国の建国理念でもある。渕上は論文の中で、「『弘益人間』の『人間』は人ではなく、『世の中』を指している。『弘益人間理化世界』は 檀君崇拝の団体で教義の中心に掲げられ、信奉者は檀君神話を『政祭一致の神政を司る霊能の起源』 とみていた。つまり『弘益人間理化世界』は、全人類が共に栄えるという意味であると同時に、世界のあらゆる宗教の根源は朝鮮にあり、全ては朝鮮に還るという根源・帰一思想となっていた」と述べている。
弘益人間として魂を成長させ完成させた最終段階を、ダンワールドの関連団体では「イ天化（チョンファ）」と呼ぶ。

### 天符経
天符経（チョンブギョン）は、天地の創造と運行、万物の生長盛衰の原理を漢字81文字で表したものである。「新羅時代崔致遠がこの文字を見て 漢文で翻訳して妙香山石壁に刻んだ。1917 年雲櫵桂延壽 が発見して解釈して今に伝えながら、多くの解釈と議論 がされているのが実情である」と前出の金は述べている。ダンワールドによると、1万年ほど前（または9000年前）に書かれたという記述があるが、出典は不確かである。（なお、学術的に最古と考えられている文字は、1万年前の朝鮮ではなく、紀元前3200年頃のウルク古拙文字である）。檀君が鹿圖文という古代文字で記録させたとされ、朝鮮半島の白頭山に原文が刻まれた石碑があるというが、通説は妙高山で発見されたとされる。天符経は「すべての源であるといわれ、衝突もせず、他を排除もせず、互いに調和し、包み抱え、すべてが再び帰っていく目的」であるとしており、李承憲は天符経は「【一つ】の純粋なエネルギー」を伝えるもので、観察し、写経し、唱える、また唱えられるのを聞くことで、エネルギーが伝わると述べている。
檀君崇拝の団体で、天符経は天符印と共に、檀君朝鮮の神話的世界を再現するための秘法の呪文として扱われていたと、前出の渕上は述べている。

## オーラ撮影・オーラ診断
イルチブレインヨガは、オーラが存在すると考えている。オーラとは「生きているものすべてにある生態エネルギーを色で表したもの」で、たいてい虹の7色であるとされる。イルチブレインヨガでトレーニングすることでオーラの色がよくなるとしており、トレーニング前後にオーラQという機械でオーラ撮影を行い、診断・アドバイスをするサービスを実施している。オーラQは、人間に流れている微量の電気を読み取り、その波動の違いをオーラの色で表わしたものであるとされる。オーラ撮影で、身体の「ストレス状態、生活習慣、交感神経、副交感神経のバランス、エネルギー（体力）レベル」、気質「性格、情緒状態、感情的特徴」がわかるとしている。
「カルト被害を考える会」は、イルチブレインヨガ（元ダンヨガ）は、下記の裁判の第２回公判で、勧誘時に撮影するオーラ写真は「体温や血流量、脈拍等を読みとって表示したもの」で、「霊的なエネルギーではない」ことを明らかにしたと述べている。

## 癒し・スピリチュアル関連商品
生命電子カード、天符経瞑想カード（天符経タロット）、「生きている金属」で金色に塗装された体の調和を高めるというOkum turtle、脳を刺激するという光と音を出すtransmitter、脳の形をした携帯用バイブレーター、瞑想中の認識を向上させるというキットなどがある。

### 生命電子カード
イルチブレインヨガが販売する「生命電子カード」は、李承憲がセドナでの瞑想で見たという赤い「生命電子太陽」が中央に描かれたカードである。生命電子カードは「健康、幸せ、創造へと導くヒーリングパワーカード」で、心の不安を取り除き、やすらぎを得る効果があり、自然治癒力を高めると主張している。自分を癒したり他者を癒すために使用するとしている。

### 天符経瞑想カード（天符経タロット）
李承憲が作った「天符経瞑想カード」という占い用品が販売されている。天符経タロットとも呼ばれ、このカードで占うことで、今必要なメッセージを受け取ることが出来るとされている。

## 社会的評価
```
2018年9月 エルサバドルの公立校を平和に改革したことを評価され、創始者の李承憲がエルサルバドル政府最高賞であるホセ・シメオン・カニャス賞受賞
[
32
]
。
```

```
2018年10月 国学気功(脳教育に基づく健康法の韓国での呼称)の世界的普及を評価され、創始者の李承憲が大韓民国体育賞振興賞受賞
[
official 48
]
。
```

## 社会問題

### アメリカ
2002年に元ダンヨガのマネージャーが、洗脳され李承憲に性的関係を強要されたとカリフォルニア州の裁判所に提訴した。この件は和解金（金額非公開）を支払うことで和解した。
2005年にJulia Margaret Siverls教授らが、42歳の姉妹がセドナの90度の炎天下で、40ポンドの岩を担いで食べ物も水もほとんどない状況で山岳地帯で訓練させられ脱水症状で死亡したとして提訴した。ダンヨガ側はこれが違法行為であることを否定し、3年後に他2人の原告とは和解した。
2009年にアリゾナ州で、27人がダンヨガを提訴した。心理的にコントロールされ何千ドルも費やすように誘導された、強制的に家族や友人から切り離され、一晩中何千回も殴り合ったり、他のメンバーの足を舐めたり、飲まず食わずでの10時間に及ぶトレーニングなどの身体的・精神的・金銭的虐待があったと述べており、李承憲が若い女性の弟子を性的暴行したと主張された。フォーブスは、これらの主張はSteven Hassan、Rick A. Ross、Cathleen Mannなどのカルトの専門家が長年ダンヨガについて語ってきたことと重なっていると述べており、ダンヨガの元メンバーを助けてきたメンタルヘルスカウンセラーのSteven Hassanは、家族やそれまでの価値観から生徒を切り離すためにマインドコントロールの技術が不正に用いられていると批判した。韓国人以外の原告はダンヨガのために平均3万ドルの負債があり、Harrelsonと元従業員たちはインストラクターが学生ローンを使うよう強要したと述べている。ダンヨガの広報は、ダンヨガ側が生徒にローンを組むよう促すことはなく、原告の負債は彼らの金銭管理の問題で、ダンヨガがビジネスであるという事実に言い訳や謝罪の必要はなく、彼らは不満を持った元従業員に過ぎないと述べた。李承憲は、ダンヨガの知的財産はコンサルティング会社BR Consultingが持っており、直接関与していないとして訴訟を棄却しようとした。しかし原告側は、李承憲はいまだにダンヨガを統率しており、利益は李承憲に移され、彼のアリゾナの馬場や高額のギャンブル、プライベートジェットに利用されていると反論した。この裁判はフォーブスやCNNで取り上げられ、DahnYoga側は抗議を表明した。2009年5月22日からのアリゾナでの一連の連邦訴訟は、裁判所による棄却か原告の取り下げにより2013年4月1日に全てが正式に終了したことを報告している。

### 日本
2012年7月16日の『毎日新聞』に、霊感商法の被害に遭ったとして、日本でダンヨガを運営するダンワールドジャパンと幹部に対する損害賠償訴訟が近く起こされるとの記事が掲載された。国民生活センターに「高額なコースを勧められる」など305件の被害相談が寄せられていること、全国霊感商法対策弁護士連絡会にも被害相談が相次いでいること、河田英正弁護士の「恐怖を植え付け大金を支出させる。ヨガ修練に名を借りた霊感商法だ」というコメントなどが紹介された。また河田弁護士によると、米国、韓国でも同様の訴訟が起こされている。これに対してダンワールドジャパンは、これらの報道の内容は必ずしも事実に即したものではなく、国民生活センターから実際に連絡を受けた会費返還の事例は2011年度に8件、2012年度に2件ほどで、理由も霊感商法とは無関係であると反論している。

## 組織

### BR Consulting
李承憲が1998年11月に設立したコンサルティング会社。現在はアメリカのアリゾナ州セドナにある。教育プログラムと経営コンサルティングサービスのフランチャイズビジネスを行う。2006年にDahnWorld Japan、2008年にBody＆Brain Centerを始めとするフランチャイズセンターを開設し、2009年に韓国にフランチャイズセンターを導入して脳教育の普及を図っている。

#### ダンワールドジャパン

##### ILCHI Brain UP（イルチ・ブレインアップ）こども脳教育
ダンワールド・ジャパンは、脳トレーニングで子供のあらゆる能力を高めるとして、「ILCHI Brain UP（イルチ・ブレインアップ）こども脳教育」という教室を展開している。「へそヒーリング」など、トレーニングの一部はイルチブレインヨガと重複している。

### 国際脳教育協会（IBREA）
李承憲が設立した。2010年に国連にNGOとして認定されている。地域別に下部協会が存在する。

#### 特定非営利活動法人 IBREA JAPAN
特定非営利活動法人IBREA JAPAN（NPO法人日本脳教育協会）は、国際脳教育協会（International Brain Education Association：IBREA）の日本支部として1997年に活動を開始した。2019年時点のIBREA JAPANの会長は、イルチブレインヨガ神奈川エリアマネージャーの田中ゆかり。IBREA JAPANは、脳教育の民間資格「ブレイントレーナー」を発行している。
イルチブレインヨガでヒーラーとしての意識と技術を学ぶ「マスターヒーラープログラム」を受講し、IBREA JAPANに登録すると、「ブレイントレーナー2級」という民間資格を与えられる。「チャクラヒーラースクール」を受講しIBREA JAPANに登録をすると、「ブレイントレーナー準1級」という民間資格を与えられる。IBREA JAPANへの登録は有料。
NPO法人日本脳教育協会のブレイントレーナーは、2011年の気仙沼の復興イベントで生命電子カードを贈った。またエルサルバドルにも生命電子カードを贈っている。

### 地球市民学校
「地球環境の改善」「人間性の回復」をテーマに、李承憲が提唱した「地球人意識」を呼び覚ます「人間愛・地球愛」ムーブメント、「地球で暮らす全人類が同じ地球市民として地球を守り愛するという意識文化運動」を行う個人、団体、企業のネットワーク。
- 세계지구시민운동연합 ECO AROUND THE WORLD：韓国[official 60]
- Earth Citizens Organization：アメリカ[official 61]
- 日本一般社団法人ECO (Earth Citizen Organization、地球市民学校）

日本の一般社団法人ECO (Earth Citizen Organization)こと地球市民学校は、「地球市民運動」を展開する団体。特定非営利活動法人IBREA JAPANとMOUを締結している。理事長は品川玲子。人間性回復、健康、自然環境、教育、文化アートの５つの領域で地球愛・地球人精神をもつ人材の育成を目指し、人生１２０年スクール、セルフケアBHPの紹介、クリーンナップ運動、日本ベンジャミン人間性英才学校、地球気功などを推進している。2019年7月現在、地球市民会員登録すると、「たましいの小鳥」の映像視聴をプレゼントしている。

### ベンジャミン人間性英才学校
李承憲が設立した「人間性と弘益を教育の中心に置く」というフリースクール。韓国、アメリカ、日本にある。校舎、教科授業、テスト、成績表、宿題がない。体力を最も重視し、「ベンジャミン体操12段」というトレーニングで体を鍛えることで、内面の力を育てるとしている。教育は脳教育の理論と方法論に基づいている。
韓国ベンジャミン人間性英才学校
2014年に韓国で開校した。校長はキム・ナオク。
日本ベンジャミン人間性英才学校
一般社団法人地球市民学校が運営する。日本ベンジャミン人間性英才学校の校長は、イルチブレインヨガ東京エリアマネージャーの品川玲子。イルチブレインヨガのスタジオは、日本ベンジャミン人間性英才学校の広報に関わっている。

### 大学・大学院
- 国際脳教育総合大学院大学校（University of Brain Education）：韓国。学長は李承憲。国際脳教育協会諮問協力機関。
- グローバルサイバー大学（Global Cyber University）：韓国。学長は李承憲。国際脳教育協会の諮問協力機関。

### 他
- 韓国脳科学研究所（Korea Brain Research Institute: KBRI）：李承憲が院長を勤めるNGO。国際脳教育協会の諮問協力機関。2007年に国連の諮問機関に選ばれた。[official 54]
- 社団法人国学院：韓国の朝鮮民族文化研究団体。檀君に基づく朝鮮民族精神の普及を行う。国際脳教育協会の諮問協力機関。
- 社団法人青少年メンタルヘルス人間性教育協会：韓国の青少年の人間性教育団体。国際脳教育協会の諮問協力機関。
- 社団法人韓国脳教育院：ハッピースクール（韓国の学校での脳教育キャンペーン）、青少年人間性教育。脳教育教員研修専門機関。
- 株式会社HSPコンサルティング ユダップ：企業教育。脳教育認証機関。
- 株式会社BR脳教育：児童・青少年の脳教育。脳教育認証機関。
- 株式会社キッズ脳教育：幼児教育脳教育認証機関。
- ブレイントレーニングセンター：ストレス・健康管理、トレーニング。
- BR集中力医院：健康管理。脳教育認証機関。
- 株式会社ブレインワールドコリア：脳教育eラーニングコンテンツの提供およびウェブサイト運営。
- 株式会社ハンムナマルチメディア：出版社
- 社団法人全国国学気功連合会：国学気功の普及。[official 6]
- 株式会社日本BRC：研修施設運営、脳教育のトレーナー育成、脳教育教室のフランチャイズ事業・コンサルティング、NPO法人日本脳教育協会の活動[official 71]。
- 株式会社HSP WORLD：日本。通信販売、フランチャイズ事業、出版。
- 株式会社 BRAIN WORLD JAPAN：日本。情報処理並びに情報提供サービス業、人材育成、出版、音声・映像・映画等の制作、通信販売。

### 自社資料
1. 1 2 3  一指 李承憲について セドナメッセージ
2. 1 2 3  一指李承憲 ILCHI HSP 伊勢研修院
3. 1 2 3 4 5 6  はじめての方へ  イルチブレインヨガ 公式スタジオ
4. 1 2  イルチブレインヨガ ダンワールドジャパン
5. 1 2  “Ilchi Lee Awarded for Bringing Peace to Violent Salvadoran Schools with Brain Education”. 2019年7月20日閲覧。
6. 1 2 3 4 5   2014国連グローバルコンパクト(UNGC)参加報告書 平和教育脳教育 国際脳教育協会
7. ↑  “一指李承憲 人類愛・地球愛を実践する脳教育”.   特定非営利活動法人 IBREA JAPAN. 2019年7月20日閲覧。
8. ↑  Dahn Yoga Education (2006). Dahn Yoga Basics. Healing Society. ISBN 1-932843-17-5
9. ↑  李 承憲 (2006). 悟りの哲学 - 脳呼吸で人生は変わる. ビジネス社. ISBN 978-4828413150
10. ↑  レッスン内容 イルチブレインヨガと立花スタジオ
11. 1 2   イルチブレインヨガ 公式スタジオ
12. 1 2 3  Ilchi Lee -brain education for Earth Citizen
13. ↑  ジャンセンウォーキング　長寿歩行
14. ↑  국학원 홈페이지（社団法人国学院）
15. ↑  スタジオを探す  イルチブレインヨガ 公式スタジオ
16. ↑  会社概要 イルチブレインヨガ公式サイト
17. ↑  ヒーラー養成コース イルチブレインヨガ中野スタジオ
18. 1 2 3 4   脳教育の5段階　ダンワールド
19. ↑  イルチブレインヨガ高松教室
20. ↑  “Classes combining Yoga, Tai chi, Meditation”.   Dahn Yoga. 2011年3月8日閲覧。
21. ↑  “[“Classes combining Yoga, Tai chi, Meditation”.   Dahn Yoga. 2011年3月8日閲覧。 Brain Education 5 Steps]”.   Body & Brain Wellness. 2019—07-21閲覧。
22. ↑  真我発見 ILCHI Brain Yoga 江坂スタジオ
23. 1 2  脳教育　【悟りの童話－魂の完成の夢　イ天化（ちょんふぁ）】 ダンワールドから皆さまへ
24. ↑  ILCHIチョンファ心性・真我発見 ILCHI Brain Yoga 琴似スタジオ
25. ↑  ILCHI ４番チャクラトレーニング（真我発見） イルチブレインヨガ小倉スタジオ
26. ↑  一指 李承憲 (2009). 脳波振動. 講談社. ISBN 978-4062153485
27. ↑  “脳波振動(ネッパジンドン)”.   ILCHI.JP. 2015年9月14日閲覧。
28. ↑  “Learn The Method « Brain Wave Vibration”.   Brainwavevibration.com. 2015年8月22日閲覧。
29. ↑   イルチブレインヨガ 宝塚スタジオ
30. 1 2  チャクラを開発する方法 イルチブレインヨガ 赤羽スタジオ
31. 1 2  チャクラ 人体のエネルギーセンター 1 イルチブレインヨガ 赤羽スタジオ
32. 1 2  健康豆知識 BEST5 イルチブレインヨガ公式サイト
33. 1 2  精充・気壮・神明の原理 ダンワールドから皆さまへ
34. 1 2  作品紹介 CHANGE
35. ↑  ILCHI　4番チャクラ（ハートチャクラ）ヒーリングトレーニング～ほんとうの健康と幸せを探しに～ イルチブレインヨガ横浜スタジオ
36. ↑  体から鍛える「スピリチュアルヨガ」体験レッスン　★オーラ・カウンセリング付き★ イルチブレインヨガ八幡スタジオ
37. ↑  ILCHIブレインヨガとは？ ILCHIブレインヨガ中野スタジオ
38. ↑  ダンヨガトレーニング３つの原理 イルチブレインヨガ赤羽スタジオ
39. 1 2  生命電子カードヒーリング イルチブレインヨガ 寝屋川スタジオ
40. 1 2  セドナ瞑想中に降りてきた・・・・ イルチブレインヨガ 中野スタジオ
41. 1 2  自然治癒力と免疫力を高める生命電子瞑想 イルチブレインヨガ 高槻スタジオ
42. ↑  天符経 ダンワールドから皆さまへ
43. ↑  古代の智恵 －明かされる生命の進化 　その２ ChangeYourEnergy.jp
44. ↑  オーラ写真 イルチブレインヨガ 赤羽スタジオ
45. ↑  イルチブレインヨガで体験できる「生命電子」の効果とは？ イルチブレインヨガ 藤沢スタジオ
46. ↑  イベント イルチブレインヨガ新瑞橋スタジオ
47. ↑  天符経のメッセージ イルチブレインヨガ牧方スタジオ
48. ↑  “李承憲学長、第56回大韓民国体育賞受賞”. 2019年7月20日閲覧。
49. ↑  “CNN Got It Wrong About Dahn Yoga & Ilchi Lee” (English). 2019年7月21日閲覧。
50. ↑  “Dahn Yoga Victory in Lawsuit” (English). 2019年7月21日閲覧。
51. ↑  Company History BR Consulting
52. ↑  ILCHI Brain UP(イルチブレインアップ)とは ILCHI Brain UP(イルチブレインアップ)こども脳教育
53. ↑  へそヒーリング  ILCHI Brain UP(イルチブレインアップ)こども脳教育
54. 1 2  7月6日に、IBREA国際脳教育協会が国連の公式NGOに認可されました。 IBREA JAPAN
55. ↑  
NPO法人日本脳教育協会
56. ↑  ブレイントレーナーについて IBREA JAPAN
57. ↑  レッスン内容 ILCHI Brain Yoga 橿原スタジオ
58. ↑  エルサルバドルに希望の生命電子カードを贈りました！ NPO法人日本脳教育協会
59. 1 2  地球市民になる  一般社団法人ECO
60. ↑  세계지구시민운동연합 ECO AROUND THE WORLD
61. ↑  Earth Citizens Organization
62. ↑  理事挨拶 地球市民学校
63. ↑  “５つの地球市民運動”.   ECO（Earth Citizens Organization）. 2019年7月25日閲覧。
64. ↑  地球市民運動メッセージ イルチブレインヨガ下曽根スタジオ
65. ↑  「a dream year project」自分の夢と進路を設計する日本ベンジャミン人間性英才学校 品川玲子校長インタビュー 2016年9月17日 日本ベンジャミン人間性英才学校
66. ↑  ベンジャミン人間性英才学校２期生卒業式 2016年2月28日 日本ベンジャミン人間性英才学校
67. ↑  日本ベンジャミン人間性英才学校 品川玲子校長「日本で新たな教育が始まります」 日本ベンジャミン人間性英才学校 2016年4月12日
68. ↑  スタジオ案内・料金 イルチブレインヨガ錦糸町スタジオ
69. ↑  日本ベンジャミン人間性英才学校説明会 イルチブレインヨガ 天神スタジオ
70. ↑  人間性を育てる、ベンジャミン人間性英才学校　説明会 イルチブレインヨガ 姫路スタジオ
71. ↑  会社概要 ILCHI HSP 伊勢研修院

### その他の資料
1. 1 2 3 4  Lincoln Tan Controversy-hit yoga system sets up NZ base Northern Advocate News Jan 28, 2017
2. 1 2 3 4 5  “アジアのスピリチュアリティ”.   弓山達也. 2019年7月20日閲覧。
3. 1 2 3  在留外国人の宗教事情に関する資料集―東アジア・南アメリカ編―（文化庁「平成２５年度宗教法人等の運営に係る調査」委託業務） 文化庁文化部宗務課 平成26年3月
4. 1 2  立命館文学部教授 東アジア研究学域 佐々充昭 立命館文学
5. 1 2 3 4 5 6 7 8 9 10 11 12 13 14 15 16 17 18 19  Kai Falkenberg Dahn Yoga: Body, Brain and Wallet フォーブス 2009年7月16日
6. 1 2 3 4  When feeling good goes bad – Inside Dahn Yoga FlyingHighSolo May 7, 2015
7. 1 2 3 4  Kyra Phillips and David Fitzpatrick Lawsuit calls yoga chain a cult CNN 2010年1月7日
8. 1 2 3 4  「引き寄せの法則」の秘密に迫る全米で話題のドキュメンタリー映画「CHANGE ライフパーティクルの力」を全国で上映！ PR TIMES 2013年9月3日
9. 1 2  “CNN.com - Transcripts”. Transcripts.cnn.com 2015年8月22日閲覧。
10. 1 2  Jung, Ye-Ha; Kang, Do-Hyung; Jang, Joon Hwan; Park, Hye Yoon; Byun, Min Soo; Kwon, Soo Jin; Jang, Go-Eun; Lee, Ul Soon et al. (26 July 2010). “The effects of mind-body training on stress reduction, positive affect, and plasma catecholamines”. Neuroscience Letters 479 (2):  138-142. doi:10.1016/j.neulet.2010.05.048 2015年9月13日閲覧。.
11. 1 2  Bowden, Deborah; Gaudry, Claire; Seung Chan, An; Gruzelier, John (12 September 2011). “A Comparative Randomised Controlled Trial of the Effects of Brain Wave Vibration Training, Iyengar Yoga, and Mindfulness on Mood, Well-Being, and Salivary Cortisol”. Evidence-Based Complementary and Alternative Medicine 2012. doi:10.1155/2012/234713 2015年9月13日閲覧。.
12. 1 2 3 4  ＜ヨガスタジオ＞霊感商法と女性２人が損害賠償求め提訴へ 毎日新聞 2012年7月16日 インターネットアーカイブ
13. 1 2  カルト被害を考える会 会報 2013年１月・第70号 カルト被害を考える会
14. 1 2  “ダンワールドジャパンへの報道に対する当社の対応についてのお知らせ”. 財経新聞 PR TIMES プレスリリース.   財経新聞 (2012年7月20日). 2015年7月25日閲覧。
15. ↑  Goldacre, Ben (October 28, 2004). "brain sensitising" Bad Science column, Guardian.
16. ↑  Jang JH et al. (2011). “Increased default mode network connectivity associated with meditation.”. Neurosci. Lett. 487:  358—362.
17. ↑  Jung YH et al. (2012). “Influence of brain-derived neurotrophic factor and catechol O-methyl transferase polymorphisms on effects of meditation on plasma catecholamines and stress.”. Stress 15(1):  97—104.
18. ↑  Kang DH et al. (2012). “The effect of meditation on brain structure: cortical thickness mapping and diffusion tensor imaging.”. Soc. Cogn. Affect. Neurosci 8:  27—33.
19. ↑  Kang DH et al. (2013). “The effect of meditation on brain structure: cortical thickness mapping and diffusion tensor imaging”. Soc Cogn Affect Neurosci 8(1):  27—33.
20. ↑  Bowden DE (2014). “A randomised controlled trial of the effects of Brain Wave Vibration training on mood and well-being”. J Complement Integr Med 11(3):  223—32.
21. ↑  Lee DH, Park HY, Lee US, et al. (2015). “The effects of brain wave vibration on oxidative stress response and psychological symptoms”. Compr Psychiatry 60:  99—104.
22. ↑  Jung YH et al. (2016). “The Effects of an Online Mind-Body Training Program on Stress, Coping Strategies, Emotional Intelligence, Resilience and Psychological State”. PLoS One 11:  e0159841.
23. ↑  Jang JH, Park HY., Lee U, Lee KJ, Kang DH (2017). “Effects of Mind-Body Training on Cytokines and Their Interactions with Catecholamines”. Psychiatry Investig 14:  483—490.
24. ↑  Jang JH et al. (2018). “Differences in Functional Connectivity of the Insula Between Brain Wave Vibration in Meditators and Non-meditators.”. Mindfulness 9(6):  1-10.
25. ↑  Lee D, Kang DH, Kang SW (2018). “Effects of an Online Mind–Body Training Program on the Default Mode Network: An EEG Functional Connectivity Study”. Scientific Reports 8(1):  16935.
26. ↑  インド思想の「真我」は「本当の自分」という意味ではない。
27. 1 2 3  金得永  
『知の市場』『韓国学 a、韓国歴史と文化の理解』の弘益人間思想　UEJジャーナル23号 2017年4月15日
28. 1 2 3  渕上恭子 「韓国の民族宗教とキリスト教 : 檀君教教祖のキリスト教改宗をめぐって」 宗教と社会 (創刊), 49-76, 1995-06-10「宗教と社会」学会
29. 1 2  『天符経と檀君神話』米田 英雄、2012年5月31日。
30. ↑  シュメール文字 地球ことば村
31. ↑  金得永  UEJジャーナル23号 2017年4月15日
32. ↑  “Ilchi Lee honored for bringing peace to violent Salvadoran schools”. 2019年7月20日閲覧。
33. ↑  日本脳教育協会のブレイントレーナーが気仙沼の復興イベントに参加～“生命電子”で激励
   PR TIMES 2011年11月22日
34. ↑  地球経営に賛同する17カ国が出席～世界地球市民運動連合大会開催 PRTIME 産経ニュース 2016.3.18